# Hyalochna
Hyalochna är ett släkte av fjärilar. Hyalochna ingår i familjen fransmalar.
Kladogram enligt Catalogue of Life:
| Hyalochna | \| \| Hyalochna allevata \| \| \| \| \| \| Hyalochna malgassella \| \| \| \| |
|           | \| \| Hyalochna allevata \| \| \| \| \| \| Hyalochna malgassella \| \| \| \| |
|           | Hyalochna allevata                                                           |
|           |                                                                              |
|           | Hyalochna malgassella                                                        |
|           |                                                                              |